# Ádám Nagy
Ádám Nagy (sinh ngày 17 tháng 6 năm 1995) là một cầu thủ bóng đá chuyên nghiệp người Hungary hiện đang thi đấu ở vị trí tiền vệ phòng ngự cho câu lạc bộ Serie B Spezia dưới dạng cho mượn từ Pisa và đội tuyển bóng đá quốc gia Hungary. 
Anh bắt đầu sự nghiệp tại Ferencváros, có trận đá ra mắt chuyên nghiệp ở đội dự bị vào tháng 8 năm 2013 và đội một vào tháng 5 năm 2015. Nagy có 8 lần ra sân và ghi một bàn thắng cho Hungary ở cấp độ trẻ. Anh có trận đá ra mắt đội tuyển trước đối thủ Bắc Ireland vào ngày 7 tháng 9 năm 2015 coming on as a substitute và được lựa chọn để tham dự giải vô địch bóng đá châu Âu 2016.

## Sự nghiệp

### Những năm đầu tiên
Nagy sinh ra tại Budapest, Hungary. Sau khi bắt đầu nghiệp chơi bóng tại Goldball '94 FC, anh đã thi đấu cho Tabáni Spartacus SKE và Szent István SE. Năm 2008, anh có một thời gian ngắn đá cho câu lạc bộ futsal Aramis Sport Egyesület.
Năm 16 tuổi, anh chuyển tới La Manga Club để gia nhập học viện bóng đá trẻ do học viện phát triển bóng đá Anh VisionPro Sports Institute lập ra. Tháng 1 năm 2012, học viện chuyển sang Bồ Đào Nha Portugal để lập nên câu lạc bộ bóng đá VSI Rio Maior, và tự thân hoạt động ởcacshangj đấu thấp trong khuôn khổ giải vô địch chuyên nghiệp của Liên đoàn bóng đá Santarém Dự án này được dẫn đầu bởi các cựu cầu thủ của Ngoại hạng Anh như Ian Wright và Mark Hughes. Học viện được dẫn dắt bởi huấn luyện viên người Anh Paul Simpson và tập hợp các cầu thủ trẻ trong độ tuổi từ 16 và 19, đến từ Bồ Đào Nha, Hungary, Angola, Wales, Anh, Congo và Tây Ban Nha. Dự án khép lại vào tháng 3 năm 2013, do các giám đốc và chủ tịch của VSI quản lý sai nguồn vốn.

### Ferencváros
Ngày 13 tháng 8 năm 2013, Nagy đã ký hợp đồng với câu lạc bộ Ferencváros. Anh có trận đá ra mắt chuyên nghiệp ở chiến dịch 2013–14 ở đội II tại giải hạng 3. Anh có lần ra sân đầu tiên tại giải đấu vào ngày 24 tháng 8 năm 2013, thi đấu trong trận thua 0–2 trên sân nhà trước Felsőtárkány. Ngày 30 tháng 8 năm 2015 anh ghi bàn thắng đầu tiên trong thắng lợi 7–0 tại Ebes.
Ngày 12 tháng 5 năm 2015, Nagy có trận ra mắt chính thức cho câu lạc bộ Ferencváros khi thi đấu trong trận thắng 3–0 trên sân nhà trước Honvéd ở Cúp liên đoàn mùa giải ấy. 4 ngày sau, anh đá trận đầu tiên tại giải vô địch Hungary với Paksi FC. Trận đấu khép lại với chiến thắng 1–0 cho đội bóng đến từ Budapest. Nagy vào sân ở phút thứ 46 từ ghế dự bị để thay cho Ugrai. Ngày 20 tháng 5 năm 2015, Nagy giúp đội bóng giành chiến thắng chung kết Cúp bóng đá Hungary 2015 khi thi đấu 70 phút trong trận chung kết.
Ngày 2 tháng 4 năm 2016, Nagy trở thành nhà vô địch quốc gia Hungary trong màu áo Ferencváros sau trận thua Debrecen 2–1 tại Nagyerdei Stadion ở giải bóng đá vô địch quốc gia Hungary 2015–16.
Ngày 10 tháng 6 năm 2016, Nagy được điền tên trong top 10 tài năng trẻ tại giải vô địch bóng đá châu Âu 2016. Danh sách này do Sports Illustrated lập ra và có mặt những cầu thủ bóng đá như Kingsley Coman, Julian Draxler và Raphaël Guerreiro.
Trong thời gian diễn ra giải vô địch châu Âu, Nagy đã thu hút sự quan tâm của các câu lạc bộ như Benfica, Olympique de Marseille và Leicester City.

## Thống kê sự nghiệp

### Câu lạc bộ
Tính đến trận đấu ngày 1 tháng 5 năm 2021
| Câu lạc bộ         | Mùa                | Giải               | Giải    | Giải      | Cúp quốc gia | Cúp quốc gia | Cúp Liên đoàn | Cúp Liên đoàn | Khác    | Khác      | Tổng cộng | Tổng cộng |
| Câu lạc bộ         | Mùa                | Hạng đấu           | Số trận | Bàn thắng | Số trận      | Bàn thắng    | Số trận       | Bàn thắng     | Số trận | Bàn thắng | Số trận   | Bàn thắng |
| ------------------ | ------------------ | ------------------ | ------- | --------- | ------------ | ------------ | ------------- | ------------- | ------- | --------- | --------- | --------- |
| Ferencváros II     | 2013–14            | NB III             | 26      | 1         | —            | —            | —             | —             | —       | —         | 26        | 1         |
| Ferencváros        | 2014–15            | NB I               | 1       | 0         | 1            | 0            | 5             | 0             | 0       | 0         | 7         | 0         |
| Ferencváros        | 2015–16            | NB I               | 25      | 0         | 4            | 0            | 0             | 0             | 1       | 0         | 30        | 0         |
| Ferencváros        | Tổng cộng          | Tổng cộng          | 26      | 0         | 5            | 0            | 5             | 0             | 1       | 0         | 37        | 0         |
| Bologna            | 2016–17            | Serie A            | 25      | 0         | 3            | 0            | —             | —             | —       | —         | 28        | 0         |
| Bologna            | 2017–18            | Serie A            | 12      | 1         | 1            | 0            | —             | —             | —       | —         | 13        | 1         |
| Bologna            | 2018–19            | Serie A            | 14      | 0         | 2            | 0            | —             | —             | —       | —         | 16        | 0         |
| Bologna            | Tổng cộng          | Tổng cộng          | 51      | 1         | 6            | 0            | —             | —             | —       | —         | 57        | 1         |
| Bristol City       | 2019–20            | Championship       | 23      | 1         | 2            | 0            | 1             | 0             | —       | —         | 26        | 1         |
| Bristol City       | 2020–21            | Championship       | 31      | 2         | 2            | 0            | 2             | 0             | —       | —         | 35        | 2         |
| Bristol City       | Tổng cộng          | Tổng cộng          | 54      | 3         | 4            | 0            | 3             | 0             | —       | —         | 61        | 3         |
| Tổng kết sự nghiệp | Tổng kết sự nghiệp | Tổng kết sự nghiệp | 157     | 5         | 15           | 0            | 8             | 0             | 2       | 0         | 182       | 5         |

1. ↑  Số trận ra sân tại Siêu cúp bóng đá Hungary

### Cấp đội tuyển
Tính đến trận đấu ngày 26 tháng 3 năm 2024
| Tuyển quốc gia | Năm       | Số trận | Số bàn thắng |
| -------------- | --------- | ------- | ------------ |
| Hungary        | 2015      | 5       | 0            |
| Hungary        | 2016      | 10      | 0            |
| Hungary        | 2017      | 8       | 0            |
| Hungary        | 2018      | 6       | 1            |
| Hungary        | 2019      | 7       | 0            |
| Hungary        | 2020      | 8       | 0            |
| Hungary        | 2021      | 13      | 0            |
| Hungary        | 2022      | 10      | 0            |
| Hungary        | 2023      | 10      | 1            |
| Hungary        | 2024      | 2       | 0            |
| Tổng cộng      | Tổng cộng | 79      | 2            |

### Bàn thắng cho đội tuyển
Tính đến trận đấu ngày 11 tháng 6 năm 2019. Bàn thắng liệt kê của Hungary trước.
| # | Ngày                 | Nơi tổ chức                       | Lần ra sân | Đối thủ    | Tỉ số | Kết quả | Giải đấu                    |
| - | -------------------- | --------------------------------- | ---------- | ---------- | ----- | ------- | --------------------------- |
| 1 | 18 tháng 11 năm 2018 | Groupama Arena, Budapest, Hungary | 29         | Phần Lan   | 2–0   | 2–0     | UEFA Nations League 2018–19 |
| 2 | 19 tháng 11 năm 2023 | Puskás Aréna, Budapest, Hungary   | 77         | Montenegro | 3–1   | 3–1     | Vòng loại UEFA Euro 2024    |

## Danh hiệu
Ferencváros
- Giải vô địch Hungary: 2015–16[18]
- Cúp bóng đá Hungary: 2014–15,[19] 2015–16[20]
- Cúp Liên đoàn bóng đá Hungary: 2014–15[21]
- Siêu cúp bóng đá Hungary: 2015[22]

Cá nhân
- Đội hình hay nhất năm của Nemzeti Sport: 2015–16